# Juneteenth

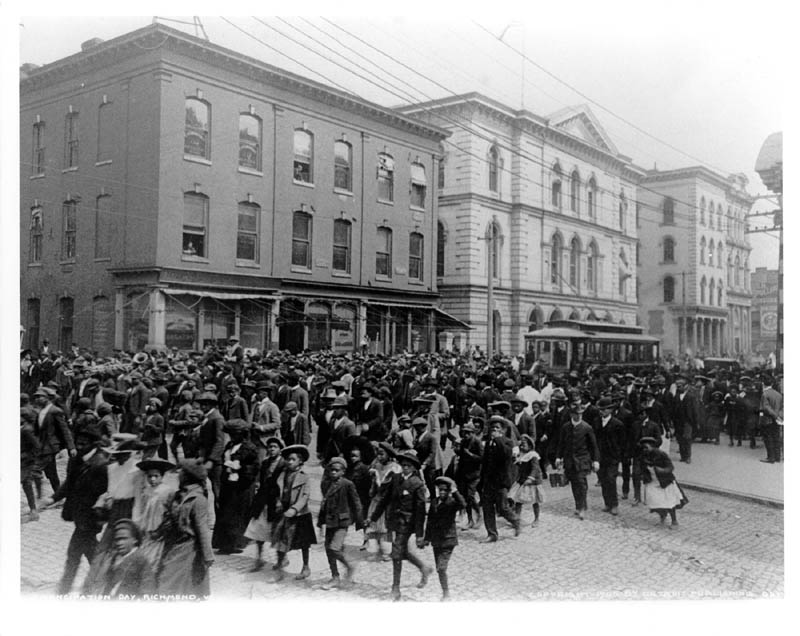
Emancipation Day celebration in Richmond, Virginia, ca. 1905

Juneteenth (offiziell Juneteenth National Independence Day; auch Black Independence Day, Jubilee Day, Emancipation Day) ist ein Gedenk- und Feiertag zur Erinnerung an die Befreiung der afroamerikanischen Bevölkerung der Vereinigten Staaten aus der Sklaverei, der jährlich am 19. Juni begangen wird. Er ist der älteste Gedenktag zur Erinnerung an die Sklavenbefreiung in den USA und seit 2021 ein bundesweiter Feiertag in den USA. Das amerikanische Wort ist ein Kofferwort aus den englischen Wörtern June (Juni) und nineteenth (neunzehnter) – also für das Datum June 19th.

## Geschichte

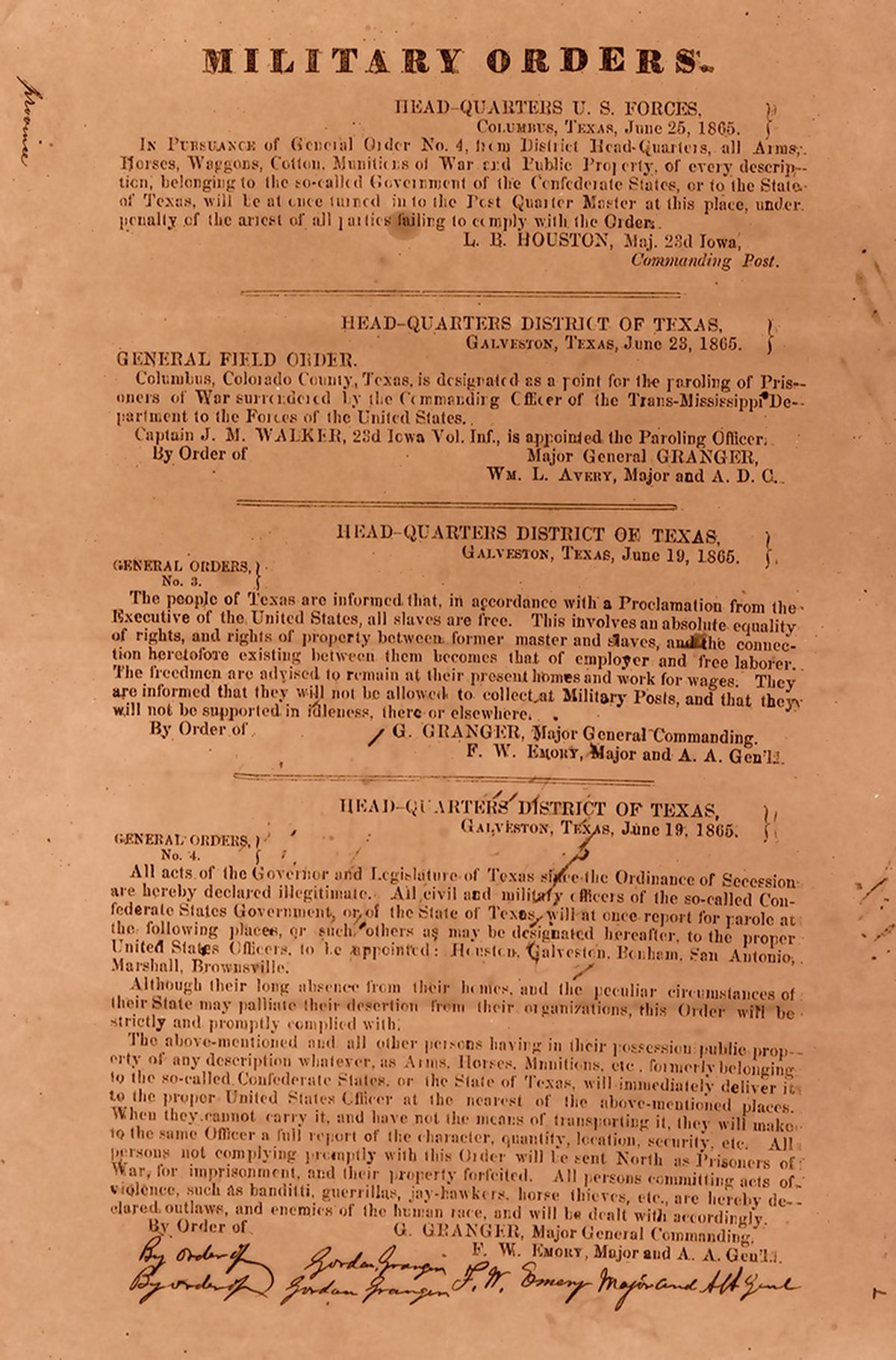
General Order No. 3, June 19, 1865: The People of Texas are informed that, […] all slaves are free.

Präsident Abraham Lincoln erließ am 22. September 1862 die Emanzipationsproklamation zur Abschaffung der Sklaverei. Sie trat am 1. Januar 1863 in denjenigen Südstaaten in Kraft, die zu dem Zeitpunkt noch Teil der Konföderierten Staaten von Amerika waren. Auf die Unionsstaaten hatte die Verordnung keine rechtlich bindende Wirkung. Dennoch war diese Executive Order ein erster, entscheidender Schritt zur vollständigen Abschaffung der Sklaverei in den Vereinigten Staaten.
Die Emanzipationsproklamation wurde im Verlauf des Sezessionskrieges in den besiegten Südstaaten verkündet. 
Am 19. Juni 1865 erfolgte die Proklamation in Galveston im Bundesstaat Texas durch den kommandierenden General der Unionstruppen Gordon Granger. Diese wird als die letzte der Verkündigungen angesehen. Der 19. Juni wurde als Gedenktag ab 1866 inoffiziell gefeiert.

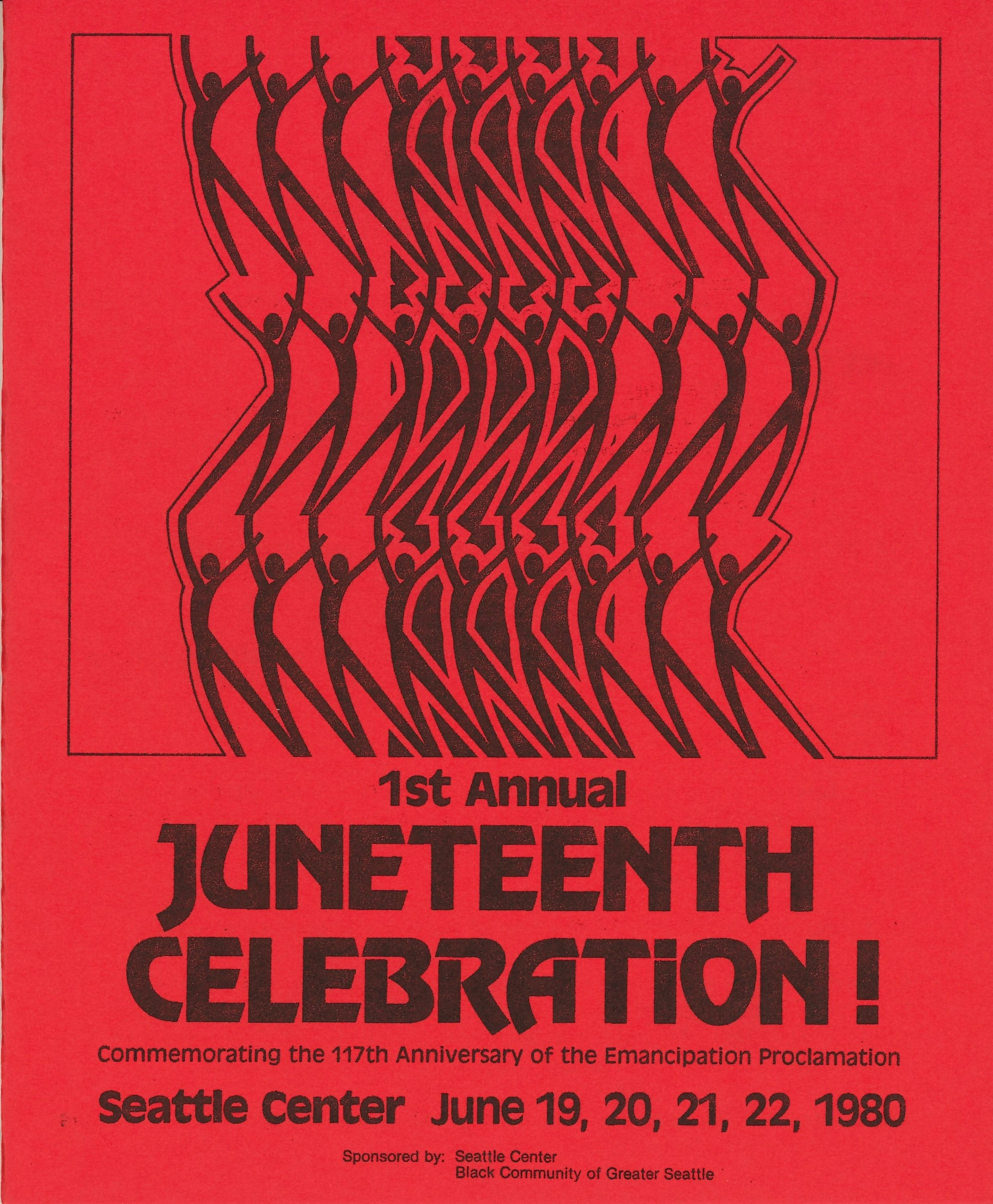
Ankündigung Juneteenth celebration im Seattle Center, Seattle, 19.–22. Juni 1980

Juneteenth wurde 1980 auf Initiative des Abgeordneten Al Edwards im Bundesstaat Texas als gesetzlicher Feiertag eingeführt.
Im Jahr 2020 erhielt der Gedenktag besondere Aufmerksamkeit: Zum einen entstand in den USA nach der Tötung von George Floyd am 25. Mai und durch die daraufhin anhaltenden Proteste eine erhöhte Aufmerksamkeit für die Geschichte des Rassismus im Land, zum anderen rief die Absicht des US-Präsidenten Donald Trump, die Auftaktveranstaltung zu seinem Wahlkampf (nach einer coronabedingten Pause) am 19. Juni in Tulsa – dem Ort des Massakers von Tulsa – zu veranstalten, Proteste hervor.
Am 16. Juni 2021 verabschiedete der US-Kongress das Gesetz, das den Tag zu einem bundesweiten Feiertag machte. Die Zustimmung zum Gesetz war im Repräsentantenhaus mit 415 Stimmen dafür und nur 14 Stimmen dagegen und im Senat sogar ohne Gegenstimme überaus groß. Alle Gegenstimmen kamen von Abgeordneten der Republikanischen Partei, die aufgrund der großen Ähnlichkeit des Namens zum bereits bestehenden Independence Day und daraus entstehender Verwirrung die Bezeichnung „Emancipation Day“ bevorzugt hätten. Einen Tag später unterschrieb US-Präsident Joe Biden das Gesetz zur Einführung des Feiertags. Maßgeblich für die Einführung des Juneteenth als nationaler Feiertag hatte die afroamerikanische Texanerin Opal Lee geworben. Der Juneteenth ist der 11. bundesgesetzliche Feiertag in den USA.